# Inejirō Asanuma
Inejirō Asanuma (浅沼 稲次郎?, Asanuma Inejirō; Miyakejima, 27 dicembre 1898 – Tokyo, 12 ottobre 1960) è stato un politico giapponese. Fu leader del Partito Socialista ed era un convinto sostenitore del socialismo e del Partito Comunista Cinese. È noto inoltre per essere stato assassinato durante un dibattito politico trasmesso in diretta televisiva.

## Biografia
La madre di Asanuma morì di parto, lasciando il figlio alle cure del padre, che sarebbe poi morto di cancro all'età di 42 anni. Asanuma si avvicinò al nazionalsocialismo durante gli anni trenta, supportando le politiche dell'Esercito Imperiale Giapponese, e dal 1936 servì nella Dieta Nazionale. Si presentò alle elezioni generali del 1942, ma ritirò in seguito la candidatura e lasciò la scena politica fino a dopo la guerra. Fu molto critico nei confronti del Partito Liberal Democratico, così come del Trattato di Mutua Cooperazione e Sicurezza tra Stati Uniti e Giappone.
Creò un grande scalpore e numerose critiche un episodio risalente al 1959 quando, durante un viaggio nella Cina comunista, definì gli Stati Uniti "il comune nemico di Cina e Giappone"; inoltre, al ritorno dalla visita, scese dall'aereo indossando una giacca maoista, sollevando proteste perfino da parte di altri leader socialisti.

### Omicidio

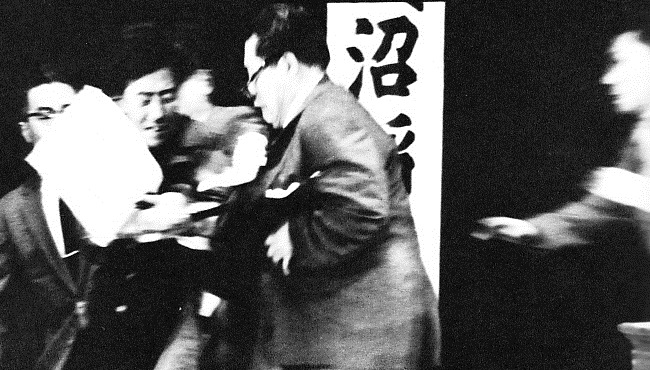
Un momento dell'omicidio di Asanuma

Il 12 ottobre 1960 Asanuma partecipò ad un dibattito politico per le elezioni alla Camera dei rappresentanti e sul patto con gli Stati Uniti, al municipio di Tokyo, a Hibiya, nel quartiere speciale di Chiyoda. Al dibattito erano presenti numerosi giornalisti e spettatori, ed era seguito anche da milioni di persone in diretta televisiva.
Asanuma venne contestato da studenti di destra appena salì sul podio; pochi minuti dopo l'inizio del dibattito, il diciassettenne Otoya Yamaguchi, uno studente universitario di estrema destra, saltò sul podio e colpì Asanuma con una spada da samurai, una prima volta all'addome e una seconda al torace: il politico morì prima di raggiungere l'ospedale, e venne poi sepolto nel cimitero di Tama, a Fuchū.
Molti giornalisti e fotografi erano rivolti in quel momento ad una dimostrazione che era scoppiata in fondo all'aula: l'evento fu però catturato da Yasushi Nagao, un fotografo del Mainichi Shimbun, che riuscì a scattare alcune foto, tra cui una del momento in cui Yamaguchi ritirava la spada dopo il secondo colpo. Tale fotografia, che venne subito diffusa in tutto il mondo, gli valse il World Press Photo of the Year quello stesso anno e il Pulitzer per la Fotografia di Ultim'ora l'anno seguente. Dell'evento esistono anche registrazioni video.
La morte di Asanuma venne trasmessa in diretta, lasciando il pubblico giapponese estremamente scioccato. Politici da tutti gli schieramenti espressero il loro dolore per quanto avvenuto. L'assassino, che venne catturato sul posto, si suicidò successivamente mentre era sotto custodia della polizia. Con la morte di Asanuma il Partito Socialista Giapponese si spaccò in due, dividendosi fra destra e sinistra, e ricostituendosi solo nel 1996.

## Note

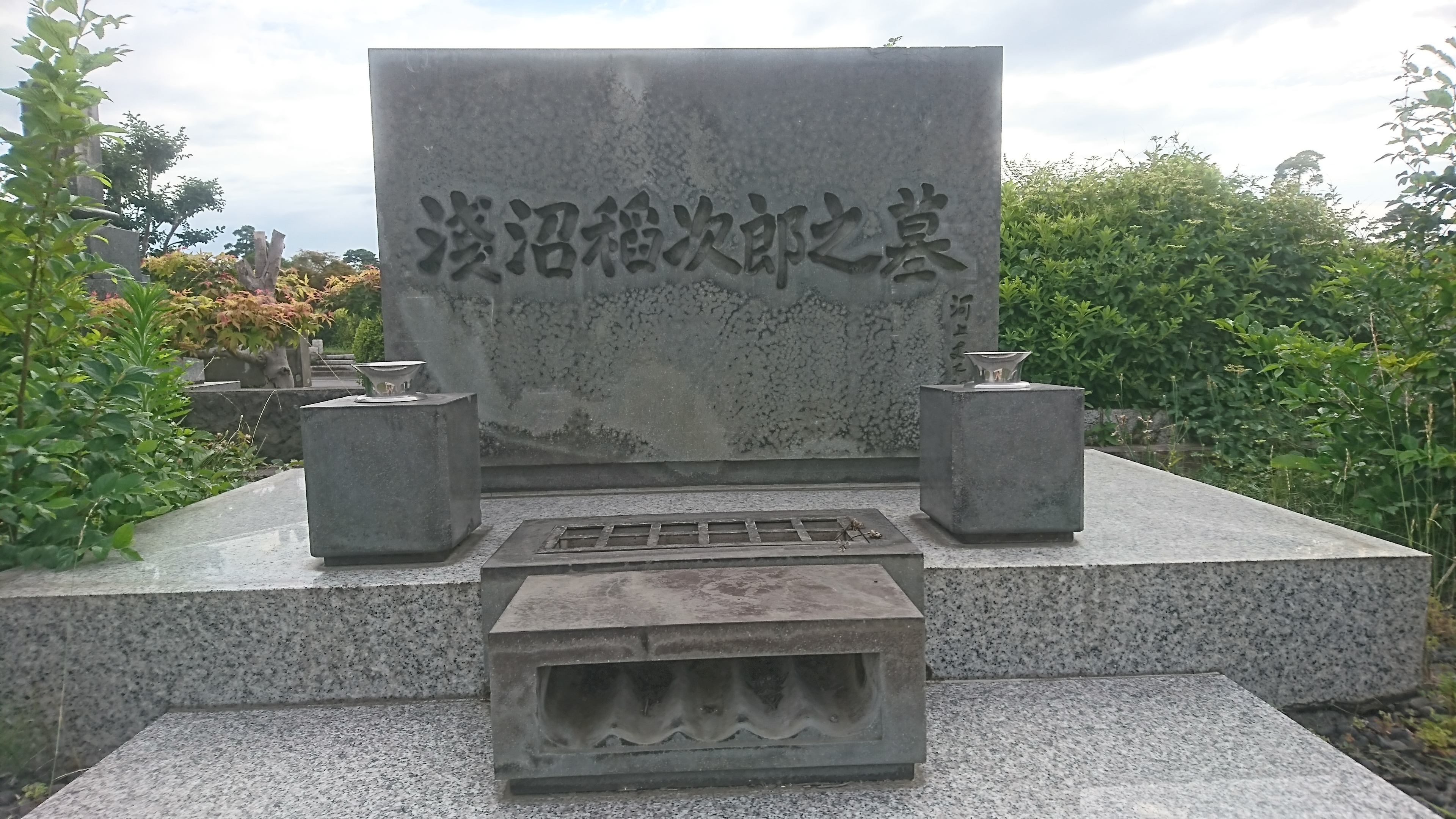
La tomba di Asanuma nel cimitero di Tama (Fuchū, Tokyo)